# Tosca (együttes)
A Tosca Richard Dorfmeister és Rupert Huber elektronikus zenei projektje. Ez Dorfmeister második hasonló jellegű próbálkozása, az első a Kruder & Dorfmeister volt, 1994-ben. A Tosca első albuma, az Opera 1997-ben jelent meg G-Stone Recordingsnál.

## Történet
Richard Dorfmeister és Rupert Huber először az iskolában találkoztak, s hamarosan elkezdtek kísérletezgetni az indiai zenével, szalagos kazettákon, ez volt a Dehli9 projekt. Az iskola után Dorfmeister és Huber útjai elváltak, Dorfmeister DJ-zni kezdett Peter Kruderrel, míg Huber a kísérleti zenéknél maradt. 1994-ben aztán kiadták első 12 colos korongjukat, a Chocolate Elvist, Kruderék G-Stone Recordings nevű kiadójánál.

## Diszkográfia

### Stúdióalbumok
- Opera (1997)
- Suzuki (2000)
- Dehli9 (2003)
- J.A.C. (2005)
- Souvenirs (2006)
- No Hassle (2009)

### Dub remixalbumok
- Fuck Dub Remixes (1997)
- Chocolate Elvis Dubs (1999)
- Suzuki in Dub (2000)
- Different Tastes of Honey (2001)

### Maxik és EP-k
- 1994 - Chocolate Elvis  (G-Stone Recordings)
- 1995 - Favourite Chocolate  (G-Stone Recordings)
- 1996 - Fuck Dub  (G-Stone Recordings)
- 1997 - Buona Sarah  (G-Stone Recordings)
- 1997 - Fuck Dub Remixes Vol. 1  (G-Stone Recordings)
- 1997 - Fuck Dub Remixes Vol. 2  (G-Stone Recordings)
- 1997 - Fuck Dub Remixes Vol. 3  (G-Stone Recordings)
- 1999 - Chicken Chiefly / Chocolate Elvis Dub  (Pork Recordings)
- 1999 - Chocolate Elvis  (G-Stone Recordings)
- 1999 - Suzuki EP  (G-Stone Recordings)
- 2003 - Wonderful EP  (Studio !K7)
- 2005 - Damentag (Studio !K7)
- 2005 - Heidi Bruehl (Studio !K7)
- 2006 - Souvenirs EP  (G-Stone Recordings)

## Zenei díjak
- 2004: Amadeus Austrian Music Award - Legjobb hazai Rock/Pop formáció - Jelölés
- 2001: Amadeus Austrian Music Award - Legjobb hazai Rock/Pop formáció - Jelölés

## Külső hivatkozások
- A G-Stone Recordings kiadó honlapja